# Pallavolo paralimpica ai XVI Giochi paralimpici estivi - Torneo femminile
Il torneo femminile di pallavolo paralimpica ai XVI Giochi paralimpici estivi si è svolto dal 27 agosto al 5 settembre 2021 presso il Makuhari Messe.

## Risultati

### Fase a gironi

#### Girone A
| Squadra  | Pt | G | V | P | SV | SP | RS    | PF  | PS  | RP    |
| -------- | -- | - | - | - | -- | -- | ----- | --- | --- | ----- |
| Brasile  | 3  | 3 | 3 | 0 | 9  | 3  | 3,000 | 289 | 237 | 1,219 |
| Canada   | 1  | 2 | 1 | 1 | 5  | 4  | 1,250 | 203 | 189 | 1,074 |
| Italia   | 1  | 3 | 1 | 2 | 5  | 6  | 0,833 | 227 | 232 | 0,978 |
| Giappone | 0  | 2 | 0 | 2 | 0  | 6  | 0,000 | 89  | 150 | 0,593 |

| Tokyo 27 agosto 2021, ore 10:00 UTC+9 | Giappone                  | 0 – 3 (23-25, 11-25, 10-25) referto | Italia | Makuhari Messe\| Arbitri: \| Toomas Murulo Ute Fischer \| |
| Arbitri:                              | Toomas Murulo Ute Fischer |                                     |        |                                                           |

| Tokyo 27 agosto 2021, ore 18:30 UTC+9 | Brasile                       | 3 – 2 (21-25, 26-24, 25-20, 27-29, 17-15) referto | Canada | Makuhari Messe\| Arbitri: \| Krisztina Árpás Kim Jong-heun \| |
| Arbitri:                              | Krisztina Árpás Kim Jong-heun |                                                   |        |                                                               |

| Tokyo 29 agosto 2021, ore 14:00 UTC+9 | Italia                   | 1 – 3 (16-25, 14-25, 25-15, 18-25) referto | Canada | Makuhari Messe\| Arbitri: \| Ute Fischer Andre Calado \| |
| Arbitri:                              | Ute Fischer Andre Calado |                                            |        |                                                          |

| Tokyo 29 agosto 2021, ore 20:30 UTC+9 | Giappone                      | 0 – 3 (13-25, 16-25, 16-25) referto | Brasile | Makuhari Messe\| Arbitri: \| Christina Fiebich Haris Helać \| |
| Arbitri:                              | Christina Fiebich Haris Helać |                                     |         |                                                               |

| Tokyo 1º settembre 2021, ore 10:00 UTC+9 | Brasile                      | 3 – 1 (23-25, 25-17, 25-16, 25-21) referto | Italia | Makuhari Messe\| Arbitri: \| Benno Meijer Krisztina Árpás \| |
| Arbitri:                                 | Benno Meijer Krisztina Árpás |                                            |        |                                                              |

| Tokyo 1º settembre 2021, ore 20:30 UTC+9 | Canada                    | 3 – 0 (25-19, 25-15, 25-20) referto | Giappone | Makuhari Messe\| Arbitri: \| Huang Xiao Sari Mannersuo \| |
| Arbitri:                                 | Huang Xiao Sari Mannersuo |                                     |          |                                                           |

#### Girone B
| Squadra     | Pt | G | V | P | SV | SP | RS    | PF  | PS  | RP    |
| ----------- | -- | - | - | - | -- | -- | ----- | --- | --- | ----- |
| Cina        | 3  | 3 | 3 | 0 | 9  | 0  | MAX   | 226 | 137 | 1,650 |
| Stati Uniti | 1  | 2 | 1 | 1 | 3  | 3  | 1,000 | 138 | 107 | 1,290 |
| RPC         | 1  | 2 | 1 | 1 | 3  | 3  | 1,000 | 125 | 105 | 1,190 |
| Ruanda      | 0  | 3 | 0 | 3 | 0  | 9  | 0,000 | 85  | 225 | 0,378 |

| Tokyo 28 agosto 2021, ore 14:00 UTC+9 | Stati Uniti                 | 3 – 0 (25-11, 25-9, 25-11) referto | Ruanda | Makuhari Messe\| Arbitri: \| Barbara Pakuła Dominik Raca \| |
| Arbitri:                              | Barbara Pakuła Dominik Raca |                                    |        |                                                             |

| Tokyo 28 agosto 2021, ore 20:30 UTC+9 | Cina                             | 3 – 0 (25-20, 25-16, 25-14) referto | RPC | Makuhari Messe\| Arbitri: \| Benno Meijer Marie-Claude Richer \| |
| Arbitri:                              | Benno Meijer Marie-Claude Richer |                                     |     |                                                                  |

| Tokyo 30 agosto 2021, ore 10:00 UTC+9 | Ruanda                    | 0 – 3 (9-25, 9-25, 12-25) referto | RPC | Makuhari Messe\| Arbitri: \| Xiao Huang Barbara Pakuła \| |
| Arbitri:                              | Xiao Huang Barbara Pakuła |                                   |     |                                                           |

| Tokyo 30 agosto 2021, ore 18:30 UTC+9 | Stati Uniti              | 0 – 3 (17-25, 22-25, 24-26) referto | Cina | Makuhari Messe\| Arbitri: \| Haris Helać Benno Meijer \| |
| Arbitri:                              | Haris Helać Benno Meijer |                                     |      |                                                          |

| Tokyo 1º settembre 2021, ore 14:00 UTC+9 | Cina                           | 3 – 0 (25-6, 25-10, 25-8) referto | Ruanda | Makuhari Messe\| Arbitri: \| Andre Calado Ritsuto Yamamichi \| |
| Arbitri:                                 | Andre Calado Ritsuto Yamamichi |                                   |        |                                                                |

| Tokyo 1º settembre 2021, ore 18:30 UTC+9 | RPC                          | 0 – 3 (19-25, 15-25, 22-25) referto | Stati Uniti | Makuhari Messe\| Arbitri: \| Neal Konowalyk Vanessa Redes \| |
| Arbitri:                                 | Neal Konowalyk Vanessa Redes |                                     |             |                                                              |

### Fase a eliminazione diretta
|  | Semifinali  | Semifinali  | Semifinali |      |             | Finale medaglia d'oro     | Finale medaglia d'oro     | Finale medaglia d'oro     |  |
|  |             |             |            |      |             |                           |                           |                           |  |
|  | Brasile     | Brasile     | 0          |      |             |                           |                           |                           |  |
|  | Brasile     | Brasile     | 0          |      |             |                           |                           |                           |  |
|  | Stati Uniti | Stati Uniti | 3          |      |             |                           |                           |                           |  |
|  | Stati Uniti | Stati Uniti | 3          |      | Stati Uniti | Stati Uniti               | 3                         |                           |  |
|  |             |             |            |      | Stati Uniti | Stati Uniti               | 3                         |                           |  |
|  |             |             | Cina       | Cina | 1           |                           |                           |                           |  |
|  | Cina        | Cina        | Cina       | Cina | 1           | 3                         |                           |                           |  |
|  | Cina        | Cina        |            |      |             | 3                         |                           |                           |  |
|  | Canada      | Canada      | 0          |      |             | Finale medaglia di bronzo | Finale medaglia di bronzo | Finale medaglia di bronzo |  |
|  | Canada      | Canada      | 0          |      |             |                           |                           |                           |  |
|  |             |             |            |      |             |                           |                           |                           |  |
|  |             |             |            |      |             | Brasile                   | Brasile                   | 3                         |  |
|  |             |             |            |      |             | Brasile                   | Brasile                   | 3                         |  |
|  |             |             |            |      |             | Canada                    | Canada                    | 1                         |  |

#### Semifinali
| Tokyo 3 settembre 2021, ore 18:30 UTC+9 | Brasile                    | 0 – 3 (19-25, 11-25, 23-25) referto | Stati Uniti | Makuhari Messe\| Arbitri: \| Krisztina Árpás Huang Xiao \| |
| Arbitri:                                | Krisztina Árpás Huang Xiao |                                     |             |                                                            |

| Tokyo 3 settembre 2021, ore 20:40 UTC+9 | Cina                            | 3 – 0 (25-18, 25-20, 25-15) referto | Canada | Makuhari Messe\| Arbitri: \| Vanessa Redes Ritsuto Yamamichi \| |
| Arbitri:                                | Vanessa Redes Ritsuto Yamamichi |                                     |        |                                                                 |

#### Finale medaglia di bronzo
| Tokyo 4 settembre 2021, ore 16:30 UTC+9 | Brasile                      | 3 – 1 (25-15, 24-26, 26-24, 25-14) referto | Canada | Makuhari Messe\| Arbitri: \| Khalid Shanishah Ute Fischer \| |
| Arbitri:                                | Khalid Shanishah Ute Fischer |                                            |        |                                                              |

#### Finale medaglia d'oro
| Tokyo 5 settembre 2021, ore 10:00 UTC+9 | Stati Uniti                         | 3 – 1 (25-12, 25-20, 22-25, 25-19) referto | Cina | Makuhari Messe\| Arbitri: \| Ebrahim Firouzi Marie-Claude Richer \| |
| Arbitri:                                | Ebrahim Firouzi Marie-Claude Richer |                                            |      |                                                                     |

### Incontri per i piazzamenti finali

#### 7º/8º posto
| Tokyo 3 settembre 2021, ore 13:30 UTC+9 | Giappone                      | 0 – 3 (19-25, 21-25, 22-25) referto | Ruanda | Makuhari Messe\| Arbitri: \| Sari Mannersuo Barbara Pakuła \| |
| Arbitri:                                | Sari Mannersuo Barbara Pakuła |                                     |        |                                                               |

#### 5º/6º posto
| Tokyo 3 settembre 2021, ore 15:35 UTC+9 | Italia                        | 1 – 3 (25-22, 23-25, 23-25, 14-25) referto | RPC | Makuhari Messe\| Arbitri: \| Dominik Raca Khalid Shanishah \| |
| Arbitri:                                | Dominik Raca Khalid Shanishah |                                            |     |                                                               |

## Classifica
| Posizione | Squadra     |
| --------- | ----------- |
| 1         | Stati Uniti |
| 2         | Cina        |
| 3         | Brasile     |
| 4         | Canada      |
| 5         | RPC         |
| 6         | Italia      |
| 7         | Ruanda      |
| 8         | Giappone    |